# Saint-Christophe-du-Ligneron
Saint-Christophe-du-Ligneron là một xã ở tỉnh Vendée trong vùng Pays de la Loire, Pháp. Xã này có diện tích 42,42 km², dân số năm 2006 là 2117 người. Xã này nằm ở khu vực có độ cao trung bình 50 mét trên mực nước biển.
Danh xưng dân địa phương trong tiếng Pháp là Les Ligneronnais et Ligneronnaises.

## Biến động dân số
| Năm | 1962  | 1968  | 1975  | 1982  | 1990  | 1999  | 2006  |
| --- | ----- | ----- | ----- | ----- | ----- | ----- | ----- |
| Dân số | 1 282 | 1 407 | 1 390 | 1 449 | 1 434 | 1 630 | 2 117 |
| From the year 1962 on: No double counting—residents of multiple communes (e.g. students and military personnel) are counted only once. |       |       |       |       |       |       |       |